# Шина (фильм)
«Шина» (англ. Rubber) — французский абсурдно-комедийный фильм ужасов 2010 года об автомобильной покрышке, которая ожила и стала убивать людей при помощи телекинеза. Автором сценария и режиссёром картины является Квентин Дюпье, более известный как Mr. Oizo. На Каннском кинофестивале фильм приняли холодно, однако широкой публике он понравился больше.

## Сюжет
В Калифорнии группа людей наблюдает за покрышкой через бинокли. Покрышку зовут Роберт, и она оживает. Внезапно у Роберта обнаруживается страсть к просмотру гонок Наскар, подглядыванию за девушками в душе и массовым убийствам.

## В ролях
| Стивен Спинелла    | лейтенант Чад Баллард                         |
| Jack Plotnick      | бухгалтер                                     |
| Роксана Мескида    | Шейла                                         |
| Уингз Хаузер       | мистер Уэтчерн — человек в инвалидной коляске |
| Ethan Cohn         | любитель кино Этан                            |
| Чарли Кунц         | любитель кино Чарли                           |
| Hayley Holmes      | Синди                                         |
| Haley Ramm         | Фиона                                         |
| Daniel Quinn       | Папа                                          |
| Devin Brochu       | Сын                                           |
| David Bowe         | мистер Хагиз                                  |
| Remy Thorne        | Зач                                           |
| Cecelia Antoinette | женщина                                       |
| Thomas F. Duffy    | Помощник шерифа Ксавьер                       |
| Blake Robbins      | Помощник шерифа Люк                           |
| Pete Dicecco       | Помощник шерифа Пит                           |
| Courtenay Taylor   | Помощник шерифа Дэниз                         |
| Джеймс Паркс       | Помощник шерифа Дуг                           |
| Gaspard Augé       | Автостопщик                                   |
| Pedro Winter       | Сжигатель Шин                                 |

## Показы
Фильм был показан 15 мая 2010 года в Каннах. Премьера за пределами Франции состоялась 9 июля 2010 года на фестивале «Фантазия». Фильм также был показан и на других кинофестивалях, где получил в целом положительные отзывы.

## Отзывы
На премьере в Каннах фильм получил негативные отклики. Indiewire назвала фильм «одним из самых странных экспериментов в жанре в последнее время». The Telegraph дала фильму ироническое заключение: «Мог ли он не быть блестящим? Будучи, с его 85 минутами, на час длиннее, чем нужно. Будучи скорее архаичным, чем дрянным. И тратя кучу времени на тупые диалоги, восхваляющие философию беспричинности». Еженедельник Variety тоже поставил низкую оценку: «Шина — фильм не страшный, не смешной, не такой умный, каким его хотят представить, едва ли кто захочет посмотреть его более одного раза».
На других фестивалях отзывы были теплее. Twitch Film дал положительную оценку: «Безукоризненная работа, удачная и проработанная». The Huffington Post написала, что Квентину Дьюпье «удалось создать развлекательный, иногда немного страшный… фильм».
На сайте Rotten Tomatoes фильм получил оценку в 67% от критиков и 46% от зрителей.